# Marțial
Marcus Valerius Martialis (cunoscut în limba română ca Marțial) (n. aprox. 1 martie 40 d. Hr., Calatayud - d. aprox. 103 d. Hr., Calatayud) a fost un poet latin. Este cunoscut pentru cărțile sale de epigrame, în care, manevrând cu o mare ușurință gluma ironică și umorul caustic, prezintă instantanee din viața variată a Romei din timpul împărăților Domițian, Nerva și Traian. Marțial este considerat a fi creatorul epigramei moderne.

## Viața
Marțial s-a născut în orășelul Bilbilis (azi Calatayud) în Spania de nord, pe malurile râului Salo (azi Xalon), afluent al Ebrului. Data nașterii nu se cunoaște exact, poate fi însă situată între anii 38 și 41. A urmat în orășelul natal școala tradițională a gramaticului și cea a retorului. În anul 64 vine la Roma unde se bucură de protecția și, desigur, de sprijinul material al compatrioților săi Seneca și Lucan. Dar, foarte curând, descoperirea complotului lui Piso va duce la moartea celor doi proectori. Printre relațiile lui Marțial se află poetul Silius Italicus, prefesorul de retorică Quintilian, Pliniu cel Tânăr și alții, mai puțin cunoscuți azi.
Dobândește cu greu o stare materială modestă: locuiește la ejatul al 3-lea al unei case (semn de sărăcie, fiindcă le etaj nu există nici apă, nici căldură); abia în anul 94 va deveni propietarul unei căsuțe, pe Quirinal. Căutând să-și îmbunătățească situația, Marțial își îndreaptă privirile către împărat. În anul 80, când Titus inaugurează solemn, printr-o serie de reprezentații, marele amfiteatru, cunoscut mai târziu sub numele de Colosseum, Marțial dedică evenimentului o carte de epigrame (numită de filologi „Cartea spectacolelor”).
Viața agitată a Romei, continua luptă pentru existență, curtea pe care era obligat s-o facă bogaților, conștiința valorii de poet și a nedreptății situației lui umile l-au făcut uneori să nu mai poată îndura șederea în metropolă. Se decide, prin anul 88, să părăsească Roma și se stabilește la Forum Cornelii (azi Imola, între Bologna și Rimini). Dar mult lăudata viață liniștită a provinciei nu-i priește și, curând după ce publicase în refugiu a treia carte de epigrame, se întoarce la Roma. Când, în anul 96, Domițian cade victimă unui complot, situația poetului la Roma devine dificilă. În anul 98, după 34 de ani de ședere la Roma, se hotărăște se se întoarcă la Bibilis. Bani de drum i-a oferit Pliniu, iar în patrie, o admiratoare, Marcella, îi dăruiește o moșie roditoare, unde se putea bucura de liniște și de frumusețile peisajului. Fără îndoială, regreta Roma, și supremul elogiu pe care-l face binefăctoarei sale este de a o considera egală cu o femeie născută la Roma: „Tu îmi faci mai ușor de suportat dorul de orașul stăpân, tu singura ești pentru mine Roma” (XII, 21). Își dă seama că publicul rafnat al Romei este stimulul principal al epigramelor sale și cu greu mai compune, în provincie, ultima carte. Curând după aceea, prin anul 104, moare.

## Opera
Aparent, opera lui Marțial e perfect unitară: n-a scris decât epigrame. Dar sub această unitate de suprafață se ascunde o extraordinară diversitate, nu numai a genului literar, ci a vieții însăși.
Din opera lui Marțial s-au păstrat 12 cărți de epigrame. Cartea I conține o prefață, o artă poetică, în care Marțial afirmă: „am pus în cărțile mele destulă măsură pentru a nu jigni pe aceia care știu să se judece singuri. Versurile mele vesele nu trec niciodată dincolo de buna-cuviință datorată și celor mai de jos oameni.”
Epigramele sale se caracterizează prin realismul satiric, pictura moravurilor, prin observarea dinspre exterior, a atitudinilor, gesturilor, obiceiurilor, prin pitoresc, finețea poantelor, ironia amară, versificația suplă.
Subiectele epigramelor sale sunt extrase cu naturalețe exclusiv din viața cotidiană contemporană: Roma are o oglindă așezată în față, în care se amestecă amețitor și trepidant lecturi publice, necesara salutatio (ceremonia matinală, de fiecare zi, prin care clientul își omagia patronul), animația străzilor, case ale bogătașilor, temple, exponenți ai diferitelor meserii mai mult sau mai puțin oneste, datornici, paraziți, meschinării, matroane parfumate, gerontofili, văduvi bucuroși de averea soției, babe dornice de maritiș etc. Marțial nu este deloc indulgent cu această lume: o persiflează și își rezerva bucuria unei poante finale reușite. Peste toate aceste, există la Marțial încrederea în propria menire, în iscusința "acului epigramei" care îi aduce gloria. Rămân memoriabile versurile următoare: „Citind aceste versuri, găsi-vei printre ele/ Și bune și mai slabe, și foarte multe rele;/ (...) Că doar așa, nu altfel, se poate scrie-o carte.” (Cartea I, XVI).

### Scrieri
A scris 15 cărți de epigrame:
- Liber spectaculorum ("Cartea spectacolelor", anul c. 80), închinată împăratului Titus;
- 12 cărți de epigrame: I - XI între anii 86 - 98 și XII în anul 102;
- Xenia - "Daruri primite de la prieteni";
- Anaphoreta - "Mici daruri pentru prieteni".

## Campania romană din anul 87 d.Hr.
«De trei ori a trecut peste coarnele cele perfide (brațele legendare) ale Istrului sarmatic; de trei ori și-a scăldat calul său asudat în neaua geților; și totdeauna modest, el a refuzat triumfurile ce le-a meritat, și nu aduse cu sine decât numele, că a învins lumea Hyperboreilor». 
Triumful lui Domițian și al generalului Tettius Iulianus asupra dacilor, este numit de acest poet ca fiind «triumf asupra Hyperboreilor («Hyperboreus triuniphus»).